# Aufmerksamkeitsdefizit-/Hyperaktivitätsstörung bei Erwachsenen
Die Aufmerksamkeitsdefizit-/Hyperaktivitätsstörung bei Erwachsenen oder adulte ADHS ist die bei Erwachsenen fortbestehende Form der Aufmerksamkeitsdefizit-/Hyperaktivitätsstörung (ADHS). Dabei handelt es sich um eine neurobiologisch bedingte Entwicklungsabweichung der Selbstregulation, die in der Kindheit beginnt. Die Störung zeichnet sich durch Probleme mit Aufmerksamkeit, Impulsivität, den exekutiven Funktionen und manchmal auch Hyperaktivität aus.
Die Diagnosekriterien für ADHS sind für alle Altersgruppen im Wesentlichen gleich. Die Verbreitung von ADHS unter Erwachsenen beträgt nach einer Vielzahl von Studien in mehreren Erdteilen ca. 2,5 %; diese Werte werden aber noch als vorläufig betrachtet.

## Geschichte
Die adulte Form der Störung wurde erst in den 1990er Jahren verstärkt beachtet. Damals zeigten Langzeitstudien immer deutlicher, dass ADHS – anders als ursprünglich angenommen – häufig nicht im Erwachsenenalter verschwindet. Die daraufhin einsetzende Forschung ergab, dass auch bei Erwachsenen meist noch in so vielen Lebensbereichen Beeinträchtigungen fortbestanden, dass eine Diagnose weiterhin gerechtfertigt erschien. Entdeckt wurde ADHS bei Erwachsenen weitaus früher: Bereits Ende der 1970er Jahre untersuchte der Psychologe Paul H. Wender Erwachsene, deren minimale cerebrale Dysfunktion (MDB) nach der Kindheit weiterbestand. Das führte 1980 zu einer ersten entsprechenden Diagnosekategorie im Diagnostischen und statistischen Manual psychischer Störungen.

## Verbreitung
Im Gegensatz zur Verbreitung bei Kindern und Jugendlichen gibt es bei Erwachsenen erst vorläufige Abschätzungen (Stand Februar 2016). Nach einer Metaanalyse von 2009 betrug sie 2,5 %, nach einer anderen, doppelt so umfangreichen, jedoch mit Daten überwiegend junger Erwachsener unter 25 Jahren, von 2012 dagegen 5 %.
Eine Studie an der Universität Erlangen-Nürnberg von 2012 auf der Grundlage einer repräsentativen Stichprobe von 1.655 Personen im Alter von 18 bis 64 Jahren ergab einen Wert von 4,7 %. Eine gleichfalls repräsentative Erfassung von 2.092 Australiern im Alter von 47–54 Jahren zeigte eine Rate von 6,2 %.

## Erscheinungsbild
ADHS im Erwachsenenalter kann leichte bis extreme Schwierigkeiten zu Hause, in der Ausbildung oder am Arbeitsplatz mit sich bringen. Es besteht ein besonderes Problem, das eigene Leben zu ordnen und einfache, tägliche Aufgaben zu planen. Dies kann zum Verlust von sozialen Kontakten und zu häufigen Jobwechseln führen. Die Probleme entstehen nicht nur aus dem direkten Verhalten, sondern auch durch die vielen Dinge, die ein Betroffener im Alltag vergisst, besonders wenn von einem Menschen in ähnlichem Alter oder mit ähnlicher Erfahrung erwartet wird, dass dies nicht passiert.
Erwachsene mit einer ausgeprägten hyperaktiv-impulsiven Symptomatik von ADHS fühlen sich extrem angetrieben und ruhelos. Um sich selbst zu beruhigen, bleiben sie ständig auf dem Sprung und fangen Tätigkeiten an, aber scheitern gewöhnlich daran, mehrere Dinge gleichzeitig zu tun (Multitasking). Sie wirken auf ihre Umgebung, als würden sie nicht nachdenken, bevor sie handeln oder sprechen. Hier ist das größte Problem, Selbstbeherrschung zu entwickeln. Die mangelnde Selbstregulation ist häufig ein Grund für medikamentöse Behandlung. Fehlende Selbsteinschätzung und Selbstkontrolle im Allgemeinen behindert auch die Einsicht, wann oder wie Aufgaben am besten ausgeführt werden, und ebenso, wie andere Menschen die Ergebnisse auffassen.
Anzeichen von ADHS können sich von Person zu Person stark unterscheiden und auch im Laufe des Lebens erheblich variieren. Am häufigsten sind Störungen der exekutiven Funktionen, also Probleme mit der Planung und Organisation von Handlungen. Diese exekutiven Defizite führen dazu, dass Menschen mit ADHS Probleme damit haben können, effektiv zu handeln und ihre geplanten Vorhaben systematisch und zielgerichtet zu verwirklichen. Daher sehen inzwischen einige Experten ADHS auch vor allem als Störung der Umsetzungskompetenz und Leistungserbringung – und nicht als einen Mangel an Fähigkeiten und Wissen. Ein anderes Anzeichen ist mangelndes Zeitgefühl.

## Diagnostik
Die Diagnosekriterien für ADHS und die Subtypeneinteilung sind bei Erwachsenen und Kindern gleich. Die Erstellung einer Diagnose kann einfacher als bei Kindern sein, wegen der besseren Beurteilung der eigenen Geschichte, größeren Wissens und mehr Einsicht.
Paul Wender entwickelte folgende Kriterien speziell für ADHS bei Erwachsenen:
- Aufmerksamkeitsstörung
- motorische Hyperaktivität
- Affektlabilität
- desorganisiertes Verhalten
- mangelnde Affektkontrolle
- Impulsivität
- emotionale Überreagibilität

Es müssen andere medizinische oder psychische Störungen als Ursache der Symptome ausgeschlossen sein. Eine entscheidende Diagnosebedingung ist, dass mehrere Symptome in verschiedenen Situationen (Ausbildung, Arbeit, zu Hause etc.) über einen Zeitraum von mindestens 6 Monaten beobachtet wurden und zu spürbaren Einschränkungen in mehreren Lebensbereichen geführt haben.
Ergebnisse neuerer epidemiologischer Untersuchungen deuten darauf hin, dass es auch eine Untergruppe von „spät einsetzender ADHS“ (late-onset ADHD) geben könnte, bei denen sich die Symptome erst nach dem Jugendalter entwickelten.

## Begleitende und Folgeerkrankungen
Eine begleitende Erkrankung (Komorbidität) erfordert immer auch eine Erweiterung der Diagnose, damit sie in der späteren Therapie angemessen mit berücksichtigt werden kann. Zunächst stehen begleitende psychische Abweichungen im Blickpunkt, die ursächlich mit der Grunderkrankung (ADHS) zusammenhängen können oder ohne erkennbaren Zusammenhang nebenher existieren. Bei der ADHS werden insbesondere die Störung des Sozialverhaltens und umschriebene Entwicklungsstörungen als häufigste begleitende Erkrankungen beschrieben. Oft übersehen werden emotionale Störungen.

### Substanzmissbrauch
Das Verhältnis von ADHS und Substanzmissbrauch ist nicht endgültig geklärt, jedoch liegt bisher zumindest ein statistischer Zusammenhang nahe. In mehreren Studien zeigte sich, dass bei bis zu 40 % der Personen, die aufgrund eines Substanzmissbrauchs ärztliche Hilfe in Anspruch nehmen, auch Diagnose-Kriterien für ADHS erfüllt sind. Andererseits verdoppelt eine ADHS das Risiko eines späteren Substanzmissbrauchs, wobei sich dieses Risiko bei einer verspäteten oder unvollständiger Behandlung zusätzlich erhöht.
In einer schwedischen Untersuchung aus dem Jahre 2016 von 18.167 Zwillingen im Alter von 20 bis 45 Jahren zeigte sich im Fall von ADHS ein erhöhtes Risiko von Nikotinkonsum (Faktor 1,33), Mischkonsum von Drogen (Faktor 2,54) und Alkoholabhängigkeit (Faktor 3,58). Das Risiko war dabei unabhängig vom ADHS-Subtyp, der Substanz oder dem Geschlecht. Die Autoren der Untersuchung verwiesen darauf, dass ein komorbides ADHS daher grundsätzlich vor der Therapie eines Substanzmissbrauchs überprüft werden solle.

### Stimmungsstörungen
Die Affektiven Störungen (Stimmungsstörungen) umfassen eine Gruppe psychischer Erkrankungen, die sich von der Manie über die bipolare Störung bis zur Depression erstreckt. Verbindendes Merkmal ist eine anhaltende Störung der Affekte (also der Grundstimmung).

### Angststörungen
Angststörungen bezeichnen eine Gruppe von psychischen Erkrankungen, in denen eine unangemessene Angst vor einem Objekt oder einer Situation im Vordergrund steht.
Zu den Angststörungen gehören nach der ICD-10:
- Agoraphobie, Angst vor Plätzen
- Soziale Phobien
- Spezifische (isolierte) Phobien wie beispielsweise die Arachnophobie oder Klaustrophobie
- Sonstige phobische Störungen
- Phobische Störung, nicht näher bezeichnet
- Panikstörung
- Generalisierte Angststörung
- Angst und depressive Störung, gemischt

Bei der Komorbidität von ADHS und Angststörungen ändert durch die Wechselwirkung beider Störungen das äußere Erscheinungsbild: Das Impulskontrolldefizit wird durch die Angst reduziert, während die Arbeitsgedächtnisprobleme zunehmen. Umgekehrt bekommt die Angststörung durch die ADHS möglicherweise einen weniger phobischen Charakter.

### Persönlichkeitsstörungen
Persönlichkeitsstörungen sind verschiedene überdauernde Erlebens- und Verhaltensmuster mit Beginn in der Kindheit und Jugend, die von einem flexiblen, situationsangemessenen („normalen“) Erleben und Verhalten in jeweils charakteristischer Weise abweichen. Sie sind durch relativ starre Reaktionen und Verhaltensformen gekennzeichnet, vor allem in Situationen, die für die jeweilige Person konflikthaft sind. Die persönliche und soziale Funktions- und Leistungsfähigkeit ist meistens beeinträchtigt.

### Sexualhormonschwankungen
In einer Übersichtsstudie von 2014 wurde es als erwiesen betrachtet, dass wichtige Gehirnfunktionen – auch solche, die von ADHS betroffen sind – durch Veränderungen in den Sexualhormonspiegeln beeinflusst werden. Die Autoren beklagten jedoch ausdrücklich, dass bis dato keine Studien vorlägen, die die Schwankungen dieser Hormone im Menstruationszyklus in Bezug auf mögliche Auswirkungen bei ADHS untersucht hätten. Insofern sind Ratgeber, die einen Zusammenhang zwischen Menstruationszyklus und ADHS-Merkmalen aufgrund von Einzelberichten herstellen, zwar grundsätzlich plausibel, können jedoch bislang (Stand Februar 2016) keine verlässlichen Angaben zu möglichen Anpassungen in Verhalten oder Medikation machen.

### Schlafstörungen
Nach einer Studie in den Niederlanden von 2013 waren von 202 erwachsenen ADHS-Patienten 26 % gleichzeitig vom verzögerten Schlafphasensyndrom (Delayed sleep-phase disorder, DSPD) betroffen. In einer Kontrollgruppe von 189 Nicht-Patienten trat DPSD dagegen nur mit einer Häufigkeit von 2 % auf. Darüber hinaus war bei den ADHS-Patienten insgesamt der Schlaf kürzer, die Einschlafphasen länger, und die Mitte des gesamten Nachtschlafs später.
Untersuchungen in einem Mannheimer Schlaflabor hatten bereits 2008 gezeigt, dass die Behandlung mit Methylphenidat die ADHS-typischen Schlafstörungen bei Erwachsenen verminderte und die Patienten sich hierdurch nach dem Schlaf besser erholt fühlten.

## Behandlung
Generell gilt, dass die Behandlungsmöglichkeiten von ADHS bei Erwachsenen in der Regel noch besser sind als bei Kindern. Erwachsene haben normalerweise eher die Möglichkeit, bewusst und planvoll mitzuwirken. Studien zeigen, dass ADHS im Erwachsenenalter mit einer medikamentösen Therapie in Verbindung mit einer Verhaltenstherapie erfolgreich behandelt werden kann.
Die Behandlung sollte multimodal erfolgen, das heißt, es sollten parallel mehrere Behandlungsschritte durchgeführt werden (z. B. Psychotherapie, psychosoziale Interventionen, Coaching, Pharmakotherapie). Die Wahl der Behandlung richtet sich nach dem Schweregrad der Störung. Meist kann eine Therapie ambulant erfolgen.

### Medikation
Die medikamentöse Therapie soll die Konzentrations- und Selbststeuerungsfähigkeit verbessern sowie den Leidensdruck und die Alltagseinschränkungen verringern. Per Stand September 2019 besitzen folgende Medikamente eine Zulassung für Erwachsene:
- zwei Methylphenidat-haltige Präparate (seit April 2011 Medikinet adult[29] und seit Mai 2014 Ritalin adult[30])

- Atomoxetin (Strattera, seit Juni 2013)[31]
- Lisdexamfetamin (Elvanse Adult, seit Mai 2019)[32]

Guanfacin (Handelsname Intuniv) ist ein Kandidat für eine Off-Label-Verschreibung an Erwachsene, bei denen andere Substanzen nicht ausreichend wirken oder aus anderen Gründen ungeeignet ist. Es besteht eine EU-weite Zulassung für Kinder und Jugendliche, wo es sich in mehreren Studien Atomoxetin überlegen zeigte.
Bei unzureichender Symptomverbesserung ist eine Dosissteigerung, der Wechsel auf ein anderes Medikament und die Verstärkung der Monotherapie mit einem zweiten Wirkstoff zu erwägen. Trotz Einsatzes einer geeigneten medikamentösen Therapie bleiben viele Patienten durch eine verbleibende Restsymptomatik in ihrer Lebensführung beeinträchtigt und bedürfen eines multimodalen Behandlungskonzepts.

### Psychoedukation
Die Psychoedukation soll Betroffene und ihre Angehörigen über ADHS aufklären und ihnen damit einen besseren Umgang mit der Erkrankung ermöglichen. Patienten, die besser über ihre Erkrankung informiert sind, können Auswirkungen besser beurteilen und/oder beeinflussen. Ihr Selbstbild und Selbstwert kann sich drastisch verbessern, da die Ursachen für das eigene (Fehl-)Verhalten eine medizinische Begründung haben. Auch Angehörigen gelingt es durch das nötige Wissen besser mit der Erkrankung ihrer Vertrauten umzugehen und diese zu unterstützen.

### Psychotherapie
Ein weiteres Element einer multimodalen Therapie ist die verhaltenstherapeutische Psychotherapie, die dabei unterstützt, neue Denk-/Verhaltensweisen zu erlernen und alte, eingeübte und ungeeignete Verhaltensmuster abzulegen. Die Verhaltenstherapie soll Betroffenen dabei helfen, ein Bewusstsein dafür zu bekommen, wie sie in bestimmten (für sie schwierigen) Situationen passend reagieren sollten oder könnten. Durch die Psychotherapie ist es möglich, das persönliche Wohlbefinden zu verbessern und mit den negativen Konsequenzen von ADHS besser umzugehen.

## Auswirkungen auf Lebensführung

### Einkommen
Im Jahr 2004 schätzten Forscher, dass aufgrund von ADHS im Erwachsenenalter die betroffenen Personen in den Vereinigten Staaten insgesamt 77 Milliarden US-Dollar (USD) weniger Einkommen einnehmen konnten. Highschoolabsolventen mit ADHS verdienten im Jahr durchschnittlich 10.791 USD weniger als solche ohne ADHS, bei Collegeabsolventen betrug der Unterschied durchschnittlich 4.334 USD zu Ungunsten der Menschen mit ADHS.

### Unfälle
Eine 2015 veröffentlichte dänische Studie konnte zeigen, dass Erwachsene mit ADHS ein doppelt so hohes Risiko haben, vorzeitig zu sterben. Dies war vor allem durch Unfälle bedingt.

## ADHS im Straßenverkehr
Mit Fahrsimulatoren lässt sich das Verkehrsverhalten von Patienten und Nicht-Patienten sehr präzise unter Laborbedingungen – inklusive Eye-Tracking – vergleichen. In einer britischen Studie von 2015 zeigten ADHS-Betroffene – nach Absetzung ihrer Medikation 24–36 Stunden vorher – im Vergleich zu Nicht-Betroffenen höhere Fahrtgeschwindigkeiten, schlechtere Fahrzeugkontrolle, mehr Ungeduld mit dem Verhalten anderer Verkehrsteilnehmer (mehr negative Kommentare), weniger sicheres Fahren beim Spurwechsel und Überholen auf der Autobahn sowie mehr Unfälle und Beinahe-Unfälle bei plötzlichen Gefahrensituationen im Stadtverkehr.
In einer schwedischen Studie von 2014 wurde untersucht, in welchem Ausmaß 17.408 erwachsene ADHS-Patienten der Jahrgänge 1960–1988 an schweren Verkehrsunfällen (Krankenhaus oder Tod) während der Jahre 2006–2009 beteiligt waren. Die Unfallbeteiligung war bei Männern um 47 % und bei Frauen um 45 % gegenüber der übrigen Bevölkerung erhöht. Bei Männern mit Medikation war sie jedoch um 58 % niedriger als bei Männern ohne Medikation. Nach Schätzungen aufgrund dieser Daten wären bei Männern, die keine Medikamente nahmen, 41–49 % der Unfälle durch Medikation vermieden worden. Bei Frauen – wo die Unfallzahlen insgesamt deutlich geringer waren – war der Einfluss der Medikation geringer und erreichte keine statistische Signifikanz.
Eine systematische Übersichtsarbeit von 2014 ergab auf der Grundlage von 15 Einzelstudien, dass das Verhalten von ADHS-Betroffenen im Straßenverkehr durch Medikation positiv beeinflusst wird.